# NonStop Television
NonStop Television è stata una compagnia televisiva svandinava, parte del pacchetto della Turner Broadcasting System, che distribuiva una serie di canali tematici, principalmente per le regioni nordiche, nella zona Baltica e nel Benelux. La compagnia faceva parte del gruppo Millennium Media Group. Il primo canale, una versione scandinava di E!, è stata lanciata a settembre 2000.

## Canali
I canali di proprietà, o distribuiti da NonStop Television erano:
- Star! Scandinavia, canale di intrattenimento, i cui programmi sono quelli della programmazione di CTVglobemedia.
- Showtime Scandinavia, canale dedicato ai film d'azione.
- Mezzo, canale musicale in lingua francese.
- Silver, canale dedicato ai film "di qualità".
- Voom HD, canale in alta definizione che trasmetteva la programmazione dei canali di Voom.
- Luxe TV HD, canale in alta definizione "di lusso" di proprietà del gruppo Lagardère Networks International.
- TNT7, una versione scandinava di TNT, precedentemente conosciuto come TV7.